# Rittergut Wildenborn
Das Rittergut Wildenborn ist ein Baudenkmal in der Ortschaft Wildenborn des Ortsteils Geußnitz der Stadt Zeitz im Burgenlandkreis in Sachsen-Anhalt. Es steht unter der Nummer 094 85115 auf der Liste der Kulturdenkmale in Weißenfels.

## Geographische Lage
Das Rittergut befindet sich in zentraler Ortslage unter der Adresse Ringweg 8.

## Geschichte
Der Komplex des Rittergutes Wildenborn entstand bereits im Mittelalter. Es befand sich bis zum Jahre 1658 im Besitz der Adelsfamilie von Ende und fiel dann an die Rentkammer in Zeitz. 1692 übernahm ein Vertreter der Familie von Kötteritz das Rittergut, bevor es 1715 in den Besitz der bürgerlichen, später in den Adelsstand erhobenen Kaufmanns- und Bürgermeisterfamilie Born in Leipzig gelangte. Der Ratsherr Johann Franz Born war bis 1732 der Rittergutsbesitzer von Wildenborn. Nach einer Zwischenphase gelangte das Gut 1746 an dessen verwandten Vetter Born. Nach dessen Tod 1775 blieb das Rittergut im Besitz seiner Kinder, die es im Jahre 1782 der Freifrau von Beust überließen, die das Rittergut 1784 an Familie Richter aus Leipzig verkauften. 1787 erreichten die Richters beim Kurfürsten von Sachsen die Umwandlung des Rittergutes von einem Mannlehngut in ein Erbgut, das bedeutet, dass auch weibliche Vertreter der Familie Ansprüche auf das Gut geltend machen konnten.
1793 wurde Graf von der Schulenburg-Lieberose neuer Gutsbesitzer, der das Gut 1794 an Herrn von Alvensleben weiterverkaufte. Dieser überließ es 1796 den von Hopfgarten. 1801 kaufte der Prinz von Schwarzburg-Sondershausen das Gut. Nach dessen Tod 1807 fiel Wildenborn an eine Erbengemeinschaft, von der es 1810 die Fürstin von Anhalt-Zerbst kaufte. Seit 1827 war die Fürstin Ida zu Schaumburg-Lippe Besitzerin des Gutes. Auch in den folgenden Jahren wechselten des Öfteren die Besitzer des Rittergutes Wildenborn.
Heute wird das Rittergut als Wohnhaus genutzt.

## Patrimonialgericht
Das Rittergut Wildenborn war bis 1849 Sitz eines Patrimonialgerichts.